# Nycticebus kayan
Nycticebus kayan är en primat i släktet tröglorier som förekommer på centrala Borneo. Artepitet i det vetenskapliga namnet syftar på floden Kayan som flyttar genom utbredningsområdet.
Ett exemplar som blev uppmätt hade en kroppslängd (huvud och bål) av 27,3 cm och en vikt av 410 g. Svansen är liksom hos andra släktmedlemmar bara en liten stubbe. Ansiktsmasken kring ögonen och vid nosens sidor är tydlig mörkbrun. Maskens övre del är avrundad eller den är utformad som en trekant med spetsen mot huvudets topp. Hos andra tröglorier på Borneo är maskens övre del inte tydlig skild från den mörkare pälsen på huvudets topp. Den vitaktiga strimman från hjässan till näsan är smal. Pälsen på bålen är längre jämförd med pälsen av andra tröglorier på Borneo.
Pälsfärgen på andra kroppsdelar är lika som hos andra tröglorier.
Utbredningsområdet är täckt av regnskog. Troligtvis lever arten i regioner lägre än 300 meter över havet.
Levnadssättet är okänt. Arten listas inte än av IUCN. Ett verk som har artiklar om flera nybeskrivna primater föreslår att den listas som starkt hotad (EN).